# InSoc Recombinant
InSoc Recombinant è il primo album di raccolta del gruppo musicale statunitense Information Society, pubblicato il 6 aprile 1999.

## Tracce
1. What's on Your Mind (Pure Energy) (CKB Remix) – 4:48
2. Closing In (Rosetta Stone Mix) – 4:59
3. Peace & Love, Inc. (Biokraft Mix) – 4:59
4. Think (Spahn Ranch Mix) – 4:58
5. What's on Your Mind? (Pure Energy) (Girl Eats Boy Mix) – 4:59
6. Walking Away (Leæther Strip Mix) – 4:59
7. Going Going Gone (Razed in Black Mix) – 4:56
8. What's on Your Mind? (Pure Energy) (Judson Leach and the Exhibition Mix) – 4:51
9. Empty (Astralasia Mix) – 4:59
10. Ending World (Electric Hellfire Club Mix) – 4:48
11. On the Outside (THC Mix) – 4:15
12. What's on Your Mind? (Pure Energy) (David J Remix) – 4:50